# Hasan Emre Yeşilyurt
Hasan Emre Yeşilyurt (* 18. August 2000 im Şişli) ist ein türkischer Fußballspieler.

## Karriere
Yeşilyurt begann seine Karriere 2012 in der Jugendverein von Kasımpaşa Istanbul. Am 5. Oktober 2020 unterschrieb er dort seinen ersten Profivertrag. Sein Pflichtspieldebüt in der Süper Lig gab er am 4. Januar 2021 in der Partie gegen Fenerbahçe Istanbul, die mit 0:3 verloren ging.
In der Saison 2021/22 wurde er an den Drittligisten 68 Aksaray Belediyespor verliehen. In der darauffolgenden Saison 2022/23 spielte er auf Leihbasis für Kırklarelispor. Im Januar 2024 wechselte Yeşilyurt fest zu Sarıyer SK, wo er zunächst einen Vertrag bis zum Sommer 2025 unterschrieb.